# 東京スカイツリーイーストタワー
東京スカイツリーイーストタワー（とうきょうスカイツリー イーストタワー、英語: Tokyo Skytree East Tower）は、東京都墨田区押上一丁目1番2号（東京スカイツリータウン）に所在する超高層ビル。東京スカイツリー併設のオフィスビルで、地下3階〜10階・30階・31階は商業施設となっている。

## 概要
2008年（平成20年）7月14日に着工され、2012年（平成24年）5月22日に開業した。地上31階建て、高さは158.00メートル。地下3階では東武伊勢崎線（東武スカイツリーライン）、京成押上線、東京メトロ半蔵門線、都営地下鉄浅草線の押上駅に直結する。
東武鉄道が保有しており、商業登記上（本店）の所在地であり（実際の事務所は押上2丁目の東武館）、東武タワースカイツリーの本社が建物内に所在している。

## フロア構成
| 階        | 東京スカイツリーイーストタワー                                                                 |
| --------- | ---------------------------------------------------------------------------------------------- |
| 30F・31F  | 東京ソラマチダイニング スカイツリービュー                                                      |
| 23F - 29F | オフィス                                                                                       |
| 22F       | オフィス、エレベーター乗換階                                                                   |
| 13F - 21F | オフィス                                                                                       |
| 12F       | スカイロビー、エクセルシオールカフェ                                                           |
| 11F       | 会議室                                                                                         |
| 10F       | 東京ソラマチ ライフ&カルチャー                                                                 |
| 9F        | 東京ソラマチ ライフ&カルチャー、郵政博物館                                                     |
| 8F        | 東京ソラマチ ライフ&カルチャー 千葉工業大学東京スカイツリータウンキャンパス エレベーター乗換階 |
| 6F - 7F   | 東京ソラマチ ソラマチダイニング                                                                |
| 2F - 5F   | 東京ソラマチ                                                                                   |
| 1F        | 東京ソラマチ ソラマチ商店街、オフィスエントランス                                              |
| B2F・B1F  | 駐車場                                                                                         |
| B3F       | 押上駅コンコース直結階 オフィス専用エレベーターホール、ファミリーマート                        |

一般客が入場可能なのはB3F - 10Fおよび30F・31F。12Fのエクセルシオールカフェは入居企業と企業来訪者専用。

## エレベーター
エレベーターにはオフィス用14基、ソラマチダイニングスカイツリービュー専用エレベーター2基（2013年2月下旬から9月末までは繁忙期を除く平日のみ、6階にも停止）、その期間中6階に止まる場合は「30・31階行専用エレベーターは、本日は6階にも停止致します。」の案内が掲示されていた。2019年12月からは平日限定でオフィス関係者等も、12階スカイロビーから30・31階直通のエレベーターを利用できるようになった。非常用2基（東芝製）、スカイツリータウンのイーストヤードの一部7基ある。12階にはスカイロビーが、22階にはオフィスエレベーター乗継階がある。
- スカイロビー行き（下記のオフィス用は三菱電機製、4基）

地下3階・1階・12階
- 低層用（5基）

12階 - 22階
- 高層用（5基）

12階・22階 - 29階
- ソラマチダイニングスカイツリービュー（30・31階行）専用エレベーター　停止階変遷（東芝製、2基）
- スカイツリータウン開業から数日まで

1階・4階・5階・6階・12階・30階・31階の全フロア
※開業当時は上り専用4階→31階、下り専用30階→5階の運転だったが、後に1階からの利用に変更となった。
- 2012年6月から2013年2月中旬まで

1階・30階・31階のみ停止（4-6・12階は通過）
- 2013年2月下旬から9月末まで

1階・（6階※）・30階・31階
※6階には繁忙期（春の大型連休・お盆休み期間中）を除く平日のみ停止。
※土日祝日・繁忙期は6階にあるつけ麺の専門店である「六厘舎 TOKYO」の入店待ち列を作る関係で、エレベーター付近が大行列になるため通過となった。
- 2013年10月から2019年11月末まで（隅田川花火大会開催日を除く終日、開催日の一部は6階を通過）

1階・6階・30階・31階
- 2019年12月から

1階・6階・（12階※）・30階・31階
※12階には平日10時30分 - 20時45分（年末年始期間は除く）のみ停止。土日祝日は12階通過となる。

## 入居企業
開業当初の坪単価は2万5000円程度と、立地条件に対して賃料が高額であったことから入居企業がわずか4社に留まっていたが、その後坪単価を1万8000円程度に引き下げたことなどにより、2024年現在では9割程度のフロアが入居済みとなっている。
| 階        | 東京スカイツリーイーストタワー         |
| --------- | -------------------------------------- |
| 26F - 29F | 三菱ケミカル株式会社                   |
| 25F       |                                        |
| 24F       | 日本イトミック本社、大樹生命           |
| 21F - 23F | パナソニック産機システムズ本社         |
| 19F       | 東武タワースカイツリー本社             |
| 18F       | 東武トップツアーズ本社                 |
| 16F       | グローリーナスカ本社                   |
| 15F       | 日信電子サービス本社                   |
| 14F       | ジオテクノス本社、エコシステムジャパン |
| 13F       | 東武トップツアーズ本社                 |

## ギャラリー

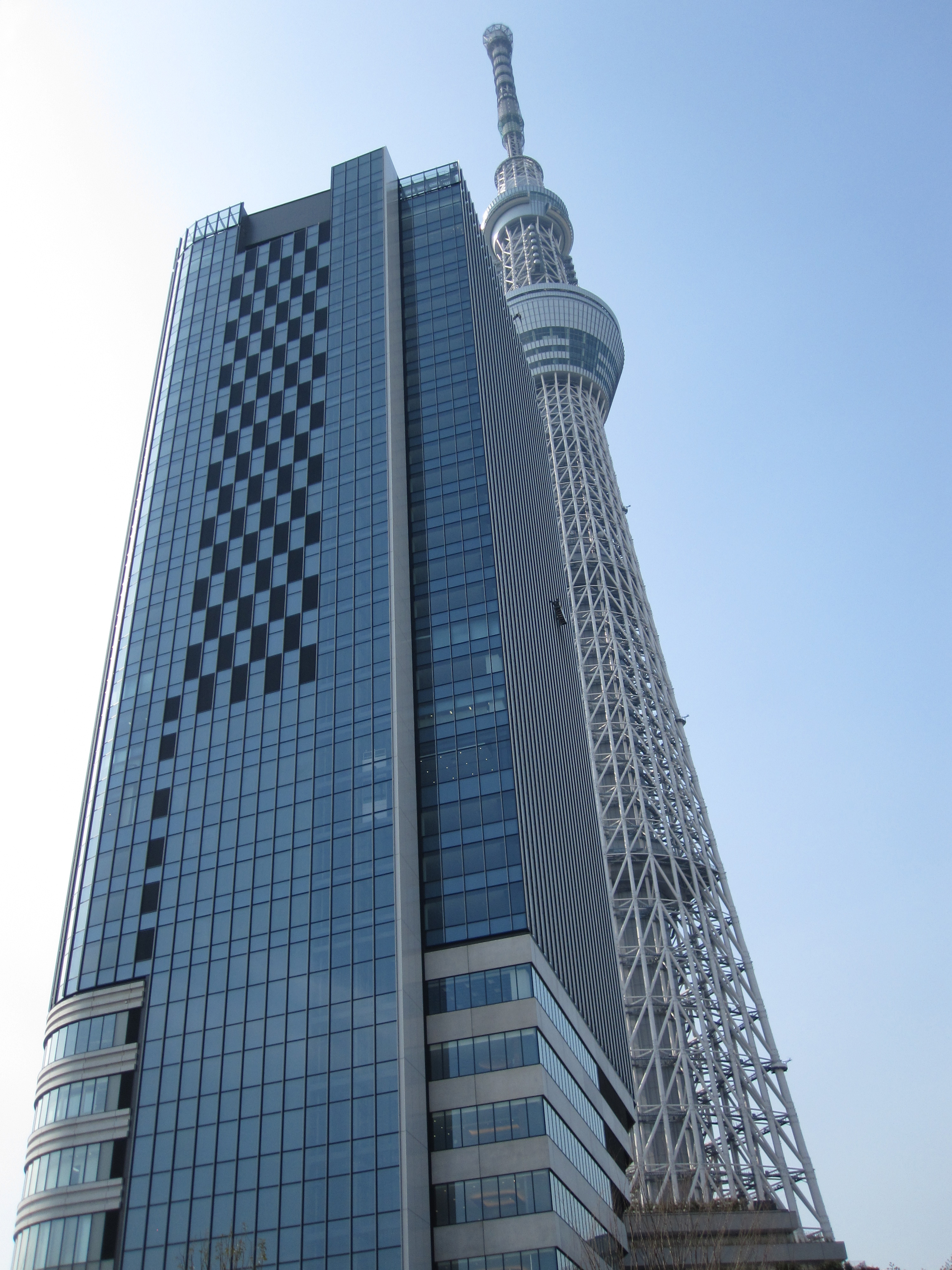
開業100日前の東京スカイツリーイーストタワー（2012年2月10日）
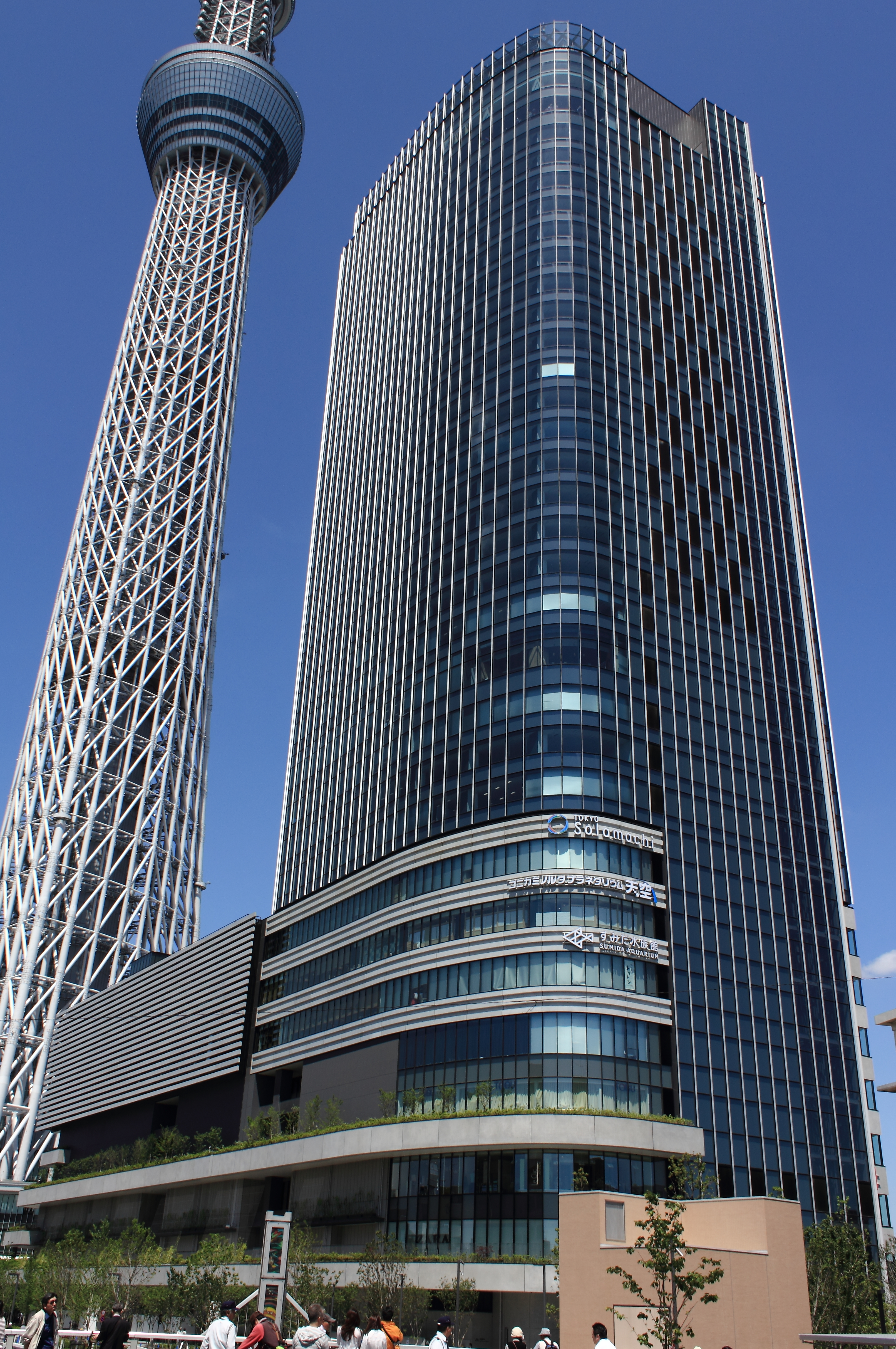
開業2日目の東京スカイツリーイーストタワー（2012年5月23日）